# 阿拉巴馬州州旗

阿拉巴馬州州旗

阿拉巴馬州州旗是阿拉巴馬州史上第二個州旗，於1895年為阿拉巴馬州議會以第383號法案採用：
|  | 阿拉巴馬州州旗以白色為底，包含一個深紅色的聖安德烈十字。構成該十字的條紋寬度不得小於6英寸、且必須以對角線方向延伸橫跨旗幟。 |

原文: 
|  | The flag of the State of Alabama shall be a crimson cross of St. Andrew on a field of white. The bars forming the cross shall be not less than six inches broad, and must extend diagonally across the flag from side to side." - (Code 1896, §3751; Code 1907, §2058; Code 1923, §2995; Code 1940, T. 55, §5.) |

其中聖安德烈十字即常見的斜十字符號。根據該州法律，僅有6英吋寬以上的條紋構成十字的旗幟，才能視為正式的州旗。

## 最初的阿拉巴馬州州旗
在1861年以前，阿拉巴馬州並沒有正式旗幟。1861年1月11日，阿拉巴馬州脫離聯邦時的脫離州大會（Secession Convetion）決議了一項使用正式旗幟的方案。一些來自蒙哥馬利的女士參與了此旗幟的設計。最終法蘭西斯．柯拉（Francis Corra）的設計被採用。
此旗幟的正面為「自由之女神（Goddess of Liberty）」，其右手持劍、左手高舉一幅有金黃色星號與阿拉巴馬州州名的藍色旗幟，其上方有拱形標語「獨立直到永遠（Independent Now and Forever）」；旗幟反面則是一棵被響尾蛇纏繞的棉花樹，其下方則有拉丁語寫成的標語「不要碰我（Noli Me Tangere）」。

## 現今的阿拉巴馬州州旗

南北戰爭期間，邦聯在1865年採用的戰旗

構成英國國旗，代表北愛爾蘭的聖派屈克旗

佛羅里達州州旗

一般認為現今的阿拉巴馬州州旗所採用的深紅色十字，是為了顯得相似於南北戰爭期間，美利堅邦聯戰旗上的藍色十字。由於當時大多數的戰旗皆為正方形，阿拉巴馬州州旗也經常以正方形呈現，然而該州法律並未明定州旗應該以正方形或矩形呈現 。1917年的一篇國家地理雜誌的文章認為阿拉巴馬州州旗是基於邦聯戰旗設計的，理所當然應以正方形呈現。1987年，時任阿拉巴馬州檢察長的唐．席格曼（Don Siegelman）認為州政府出版品已經長期使用矩形州旗，因此矩形仍是較洽當的呈現方式。儘管如此，美國聯邦政府仍習慣使用正方形的阿拉巴馬州州旗。
阿拉巴馬州州旗也與許多其他旗幟有相似之處，例如構成英國國旗的紅色斜十字的聖派屈克旗（Saint Patrick's Flag），以及佛羅里達州州旗：阿拉巴馬州的某些地區曾經屬於佛羅里達州，故兩州州旗可能有類似的起源，但阿拉巴馬州比佛羅里達州早了五年採用此州旗。

## 外部連結
- Alabama State Flag （页面存档备份，存于） at the Alabama Department of Archives & History